# Doïna Lemny
Doïna Lemny, née Doina Petrache le 8 février 1953 à Salcia Tudor, en Roumanie, est une historienne de l'art, muséographe et chercheuse franco-roumaine, spécialiste de l'œuvre du sculpteur Constantin Brâncuși.

## Biographie
Doina Petrache naît le 8 février 1953 à Salcia Tudor dans le județ de Brăila, dans l'est de la Roumanie. Après des études de lettres modernes à l'université Alexandru Ioan Cuza de Iași, elle travaille en tant que muséographe au musée d'art de Iași.
En 1990, elle s'établit à Paris, avec son mari, l'historien Stefan Lemny, et son fils, Sebastian-Dorin Lemny (1980-2023). En 1992, elle obtient un diplôme d'études approfondies en histoire de l'art à l'université Paris-I-Panthéon-Sorbonne avec le mémoire Approche iconologique de la carte à jouer.
En 1997, Doïna Lemny obtient le titre de docteure en histoire de l'art à l'université Paris-I-Sorbonne avec la thèse Le milieu artistique et culturel de Brancusi : essai d'investigation à partir du legs au Musée national d'art moderne.

## Activité professionnelle
De 1977 à 1990, Doïna Lemny est muséographe et commissaire d'exposition au musée d'art de Iași, en Roumanie.
À partir de 1992, elle est documentaliste à la bibliothèque Kandinsky du centre Pompidou, à Paris, puis devient muséographe chercheuse à la conservation du musée. Elle participe à la réinstallation de l'atelier Brancusi et à l’organisation des expositions à la galerie de l'atelier. Elle réalise, en collaboration avec le service de l’audiovisuel du musée, des films documentaires sur les thèmes de la création de Brâncuși.
Elle est notamment commissaire des expositions Pevsner dans les collections du Centre Pompidou (2001) et Matisse, Pallady et La Blouse roumaine : deux artistes sous la censure (2018-2019),, organisées au centre Pompidou ; Brancusi : la sublimation de la forme, lors du festival Europalia à Bruxelles (2019-2020), ; Brancusi : Sources roumaines et perspectives universelles au musée des beaux-arts de Timișoara (2023-2024),.
Elle est également co-commissaire de plusieurs expositions, notamment au centre Pompidou : La Dation Brancusi : dessins et archives (2003) et Henri Gaudier-Brzeska dans les collections du centre Pompidou (2009).

## Distinctions
- Prix d’excellence des Arts et de la Culture de l'Institut culturel roumain (2018)[14]
- Chevalier de l’ordre national du Mérite (2019)[15]
- Distinction culturelle de l'Académie roumaine (2018)[16]
- Prix du président de l'UNITER, union nationale des théâtres de Roumanie (2023)[17],[18]
- Docteure honoris causa de l'université Constantin Brâncușiu de Târgu Jiu (2023)[19]
- Membre du collège d’honneur de la rédaction de la Revue roumaine d’histoire de l’art, Bucarest[20]
- Docteure honoris causa de l'université de l'Ouest de Timișoara (2024)[21]

## Publications
- Marielle Tabart, Doïna Lemny et Marie-Luce Nemo, L'Atelier Brancusi, Paris, Centre Pompidou, 1997, 76 p. (ISBN 978-2-85850-914-0)
- La Colonne sans fin (1998), Leda (1998), Le Baiser (1999), Princesse X (1999), Brancusi & Duchamp (2000), L’Oiseau dans l’espace (2001), Le Portrait ? (2002), dans la collection « Les Carnets de l’Atelier Brancusi », Paris, Éditions du Centre Pompidou (direction en collaboration et textes)

- Doïna Lemny (dir.), Centre national d'art et de culture Georges Pompidou, Antoine Pevsner : dans les collections du Centre Georges Pompidou, Musée national d'art moderne (catalogue d'exposition), Paris, Centre Pompidou, 2001, 111 p. (ISBN 978-2-84426-095-6)

- Marielle Tabart (dir.), Doïna Lemny (dir.) et Anne-Marie Zucchelli-Charron (dir.), Centre national d'art et de culture Georges Pompidou, La dation Brancusi : dessins et archives, Paris, Centre Pompidou, 2003, 231 p. (ISBN 978-2-84426-201-1)

- (ro) Doina Lemny et Cristian-Robert Velescu, Brâncuși inedit: însemnări și corespondenţă românească, Bucarest, Humanitas, 2004, 491 p. (ISBN 978-973-50-0846-8)

- Doïna Lemny, Constantin Brancusi, Paris, Oxus, coll. « Les étrangers de Paris », 2005, 318 p. (ISBN 978-2-84898-047-8)

- Christian Briend (dir.) et Doïna Lemny (dir.), Centre national d'art et de culture Georges Pompidou, Henri Gaudier-Brzeska : dans les collections du centre Pompidou, Musée national d'art moderne, Paris, Centre Pompidou, 2009, 239 p. (ISBN 978-2-84426-389-6)

- Doïna Lemny, Brancusi & Gaudier-Brzeska : points de convergence, Paris, L'Échoppe, 2009, 47 p. (ISBN 978-2-84068-218-9)

- Henri Gaudier-Brzeska et Doïna Lemny (présentation), Notes sur Liabeuf et sur Tolstoï, Paris, L'Échoppe, coll. « Envois », 2009, 31 p. (ISBN 978-2-84068-219-6)
- Doïna Lemny, Lizica Codréano : une danseuse roumaine dans l'avant-garde parisienne, Lyon, Fage, 2011, 116 p. (ISBN 978-2-84975-240-1)

- Doïna Lemny, Brancusi : au-delà de toutes les frontières, Lyon, Fage, 2012, 167 p. (ISBN 978-2-84975-255-5)

- Doïna Lemny, Constantin Brancusi, 1876-1957, Paris, Centre Pompidou, coll. « Monographies », 2012, 95 p. (ISBN 978-2-84426-576-0)
  - Doïna Lemny, Constantin Brancusi, 1876-1957, Paris, Centre Pompidou, coll. « Monographies », 2024, 2e éd. (1re éd. 2012), 95 p. (ISBN 978-2-84426-981-2)

- (ro) Adam Bălțatu et Doina Lemny (préface et analyse critique), Adam Bălțatu : Voiam să fiu pictor, Iași, Junimea, 2014, 122 p. (ISBN 978-973-37-1741-6)

- Doïna Lemny, Henri Gaudier-Brzeska, un sculpteur mort pour la France : De l'anarchie au patriotisme héroïque, Lyon, Fage, coll. « Varia », 2015, 119 p. (ISBN 978-2-84975-387-3)

- Constantin Brancusi, Marcel Duchamp et Doïna Lemny (correspondance réunie et présentée), Correspondance Brancusi, Duchamp : Histoire d'une amitié, Paris, Dilecta, 2017, 96 p. (ISBN 978-2-37372-028-0)

- Constantin Brancusi, Marthe Lebherz et Doïna Lemny (correspondance réunie et présentée), Brancusi et Marthe ou L'histoire d'amour entre Tantan et Tonton, Lyon, Fage, 2017, 127 p. (ISBN 978-2-84975-463-4)

- (ro + fr + en) Doïna Lemmy, Brâncuși: Cumințenia pǎmǎntului - operǎ unicǎ, La Sagesse de la terre - une œuvre unique, The Wisdom of the Earth - a Unique Work, Târgu Jiu, editura Brâncuşi, 2018, 65 p. (ISBN 978-606-94226-8-7)

- (fr + ro) Henri Matisse, Theodor Pallady et Doïna Lemny (correspondance réunie et présentée), Matisse-Pallady et La Blouse roumaine : Deux artistes sous la censure, Lyon, Fage, 2019, 93 p. (ISBN 978-2-84975-546-4)

- Doïna Lemny (dir.), Palais des beaux-arts de Bruxelles, Brancusi : la sublimation de la forme (catalogue d'exposition), Gand, Snoeck Publishers, 2019, 256 p. (ISBN 978-94-6161-210-6)

- (ro) Doïna Lemny, L-au întâlnit pe Brâncuși, Ils ont rencontré Brancusi, Bucarest, Vremea, 2020, 282 p. (ISBN 978-973-645-946-7)

- Doïna Lemny, Brancusi : la chose vraie, Montreuil, Gourcuff Gradenigo, 2022, 239 p. (ISBN 978-2-35340-331-8)

- Doïna Lemny, Brancusi et ses muses, Montreuil, Gourcuff Gradenigo, 2022, 175 p. (ISBN 978-2-35340-378-3)

- (ro + en) Doïna Lemny (dir.), Brâncuși: Surse românești și perspective universale, Romanian Sources and Universal Perspectives (catalogue d'exposition), Bucarest, Timișoara, Art Encounters, 2023, 296 p. (ISBN 978-606-94495-1-6)
- Doïna Lemny, Brancusi : L'art, c'est la vérité absolue, Strasbourg, L'Atelier contemporain, 2024, 250 p. (ISBN 978-2-85035-149-5)

Nombreux essais dans des volumes collectifs parmi lesquels : Encyclopedia of Sculpture (Chicago, 2003), Le Futurisme à Paris, une avant-garde explosive (Paris, 2008), Matisse in Search of True Painting (New York, Metropolitan Museum of Art, 2012), The Armory Show at 100, Modernism and Revolution (New York Historical Society, 2013), Modigliani et ses amis. Parigi 1906-1920 (Paris, Milan, 2014), Marcel Duchamp, la peinture-même (Paris, 2014), Anselm Kiefer (Paris, 2015) et nombreux articles dans des revues d’art.